# Allerheiligenhöfe
Allerheiligenhöfe, auch Allerheiligen, ist eine Ortslage von Innsbruck.

## Geografie
Allerheiligen liegt 2½ Kilometer nordwestlich des Stadtzentrums oberhalb des Flughafens Innsbruck, am linken Hang des Inntals, am Fuß der Nordkette auf Höhen um 660 m ü. A. Über Allerheiligen stehen die Frau Hitt (2270 m ü. A.) und der Kleine Solstein (2637 m ü. A.).
Allerheiligen mit der Siedlung Allerheiligenhöfe und der Haltestelle Allerheiligen  der Mittenwaldbahn gehört zum Stadtteil Hötting West.
Nachbar-Stadtteile und -ortschaften:
|                                          |                                             |                            |
| Peerhofsiedlung (Hötting)                | Kompassrose, die auf Nachbargemeinden zeigt | Hörtnaglsiedlung (Hötting) |
| LohbachsiedlungFlughafen (beide Hötting) | Höttinger Au (Hötting)                      |                            |

## Geschichte, Infrastruktur und Sehenswürdigkeiten
Allerheiligen hat schon im 14. Jahrhundert bestanden, und war bis Ende des 19. Jahrhunderts der einzige Ort nordwestlich von Innsbruck zwischen Hötting und Kranebitten. Bedeutendere Anwesen waren der Kerschbuchhof (genannt 1305) und der Berchtoldshof, ein über 500 Jahre altes Gut und seit langem Wirtshaus an der heutigen Schneeburggasse, dem Höhenweg von Hötting her.

Seit dem Bau der Mittenwaldbahn 1910–1912 und der Errichtung der Haltestelle setzte auch hier Siedlungstätigkeit ein, insbesondere wurde auch mit der neuen Wasserversorgung ab den 1880ern eine dichtere Bebauung des sonst quellarmen Gebiets um Allerheiligen möglich.
Ursprünglich nach der Schaffung der Ortsgemeinden 1849/50 zur Gemeinde Hötting gehörig, wurde die Siedlung mit dieser 1938 nach Innsbruck eingemeindet. Heute ist die Ortslage vollständig in der Siedlungseinheit Innsbruck eingebunden.
1963–1965 wurde dann von Clemens Holzmeister das Pfarrzentrum Allerheiligen erbaut.

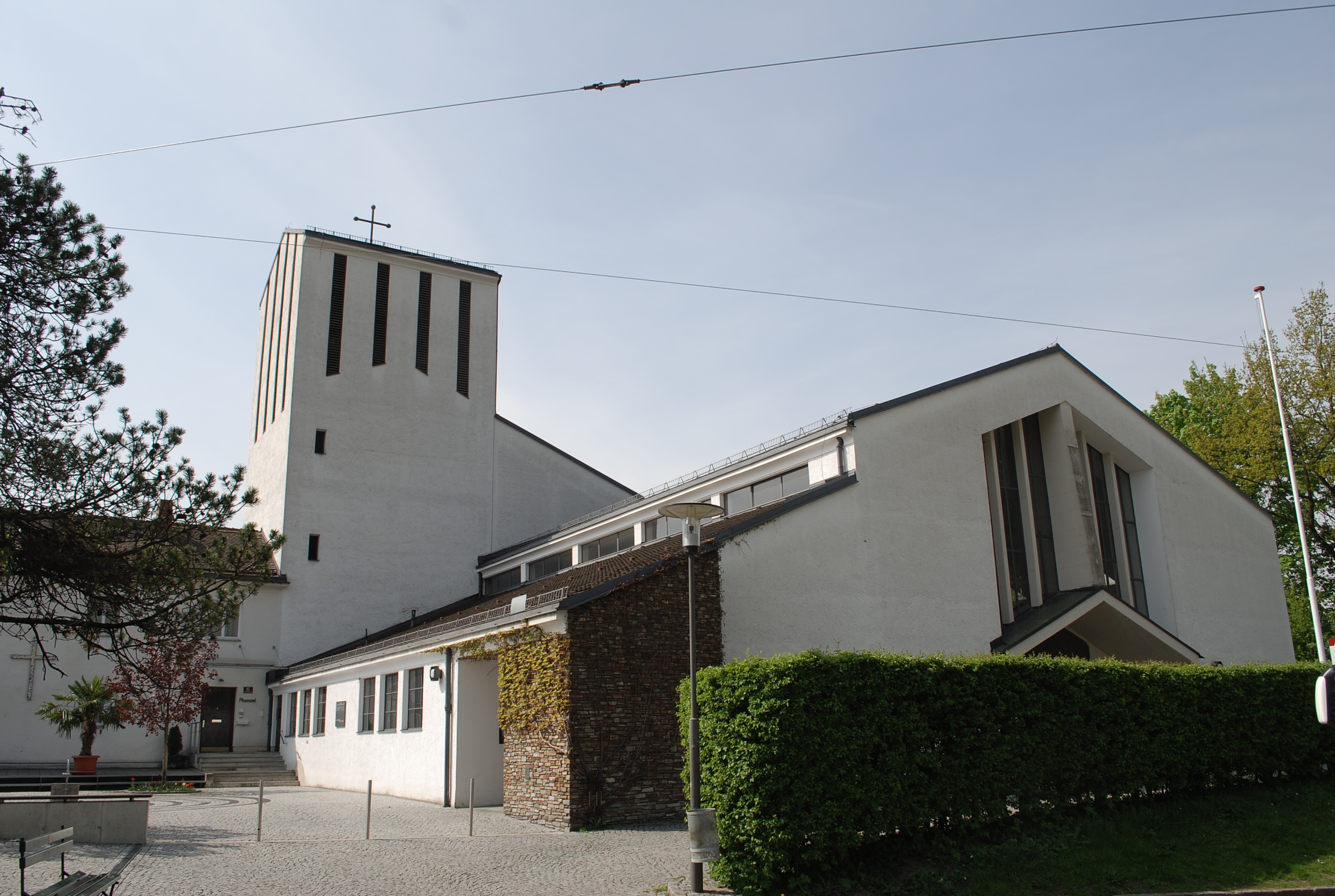
Pfarrkirche Allerheiligen
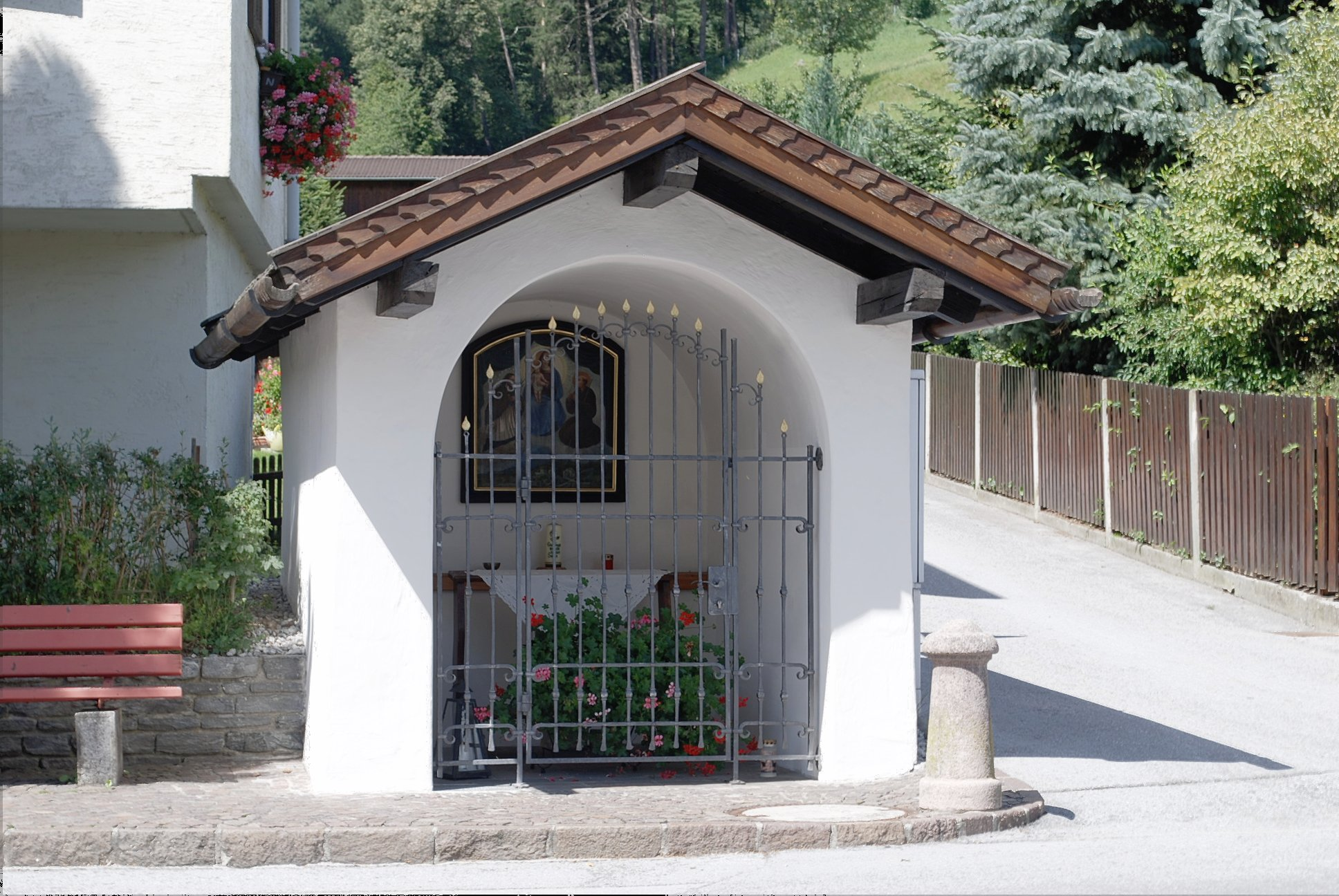
Leonhardskapelle
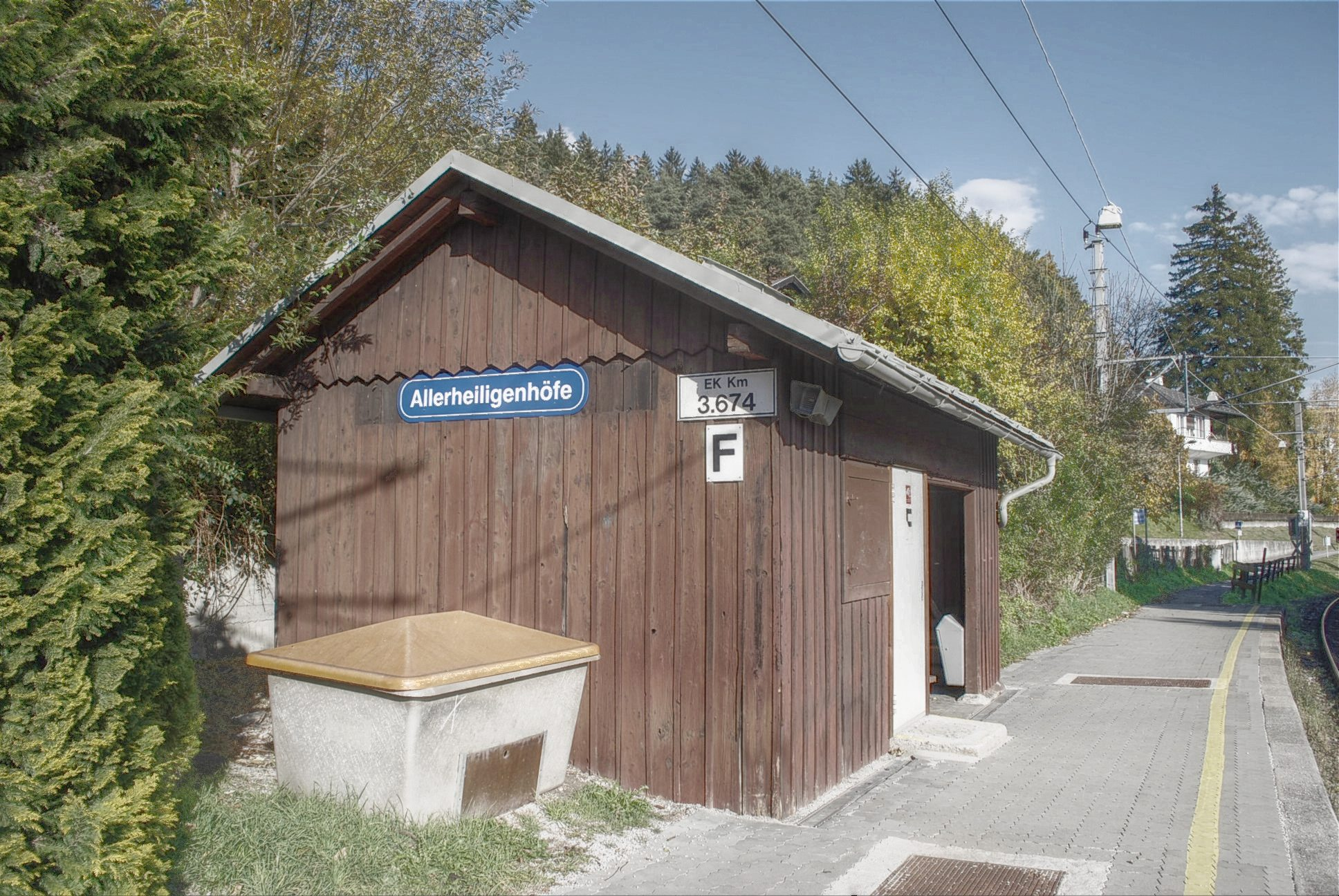
Haltestelle Allerheiligenhöfe, denkmalgeschützt

Denkmalgeschützt sind auch einige Brücken der Mittenwaldbahn. 

## Nachweise
1. ↑  Siehe Räumliches Bezugssystem (Memento vom 1. Februar 2014 im Internet Archive), Referat Statistik und Berichtswesen, innsbruck.gv.at → Amt|Verwaltung → Statistiken|Zahlen; insbesondere die dort gegebenen Dokumente Räumliches Bezugssystem und Plandarstellung der Katastralgemeinden, der statistischen Stadtteile und der statistischen Bezirke
2. ↑  Otto Stolz: Geschichte der Stadt Innsbruck. Tyrolia-Verlag, 1959, S. 435.
3. ↑  dessen Hofkapelle stellt auch die Ortskoordinate nach Geonam Österreich dar; berchtoldshof.com
4. ↑  Elisabeth Dietrich: Stadt im Gebirge: Leben und Umwelt in Innsbruck im 19. Jahrhundert. Studienverlag, 1996, ISBN 978-3-7065-1166-7, S. 116 ff.
5. ↑  Die Kirche – einst und heute (Memento vom 16. Oktober 2013 im Internet Archive), pfarre-allerheiligen.at